# Salle (Norfolk)
Pour les articles homonymes, voir Salle (homonymie).
Salle est une paroisse civile et un village du Norfolk, en Angleterre.